# Lisey Sweet
Lisey Sweet (Pittsburgh, Pensilvania; 18 de junio de 1989) es una actriz pornográfica y modelo erótica estadounidense.

## Biografía
Lisey Sweet, nombre artístico, nació en junio de 1989 en la localidad de Pittsburgh, en el Condado de Allegheny de Pensilvania, siendo la mediana de tres hermanas, una de ellas gemela suya. Tras terminar el instituto acudió a la Universidad de Pittsburgh, donde inició estudios de Educación, para cambiar más tarde a Biología, realizando una pasantía en los laboratorios de la Universidad como técnico llevando a cabo trabajos sobre vacunas y enfermedades infecciosas. Más tarde, cuando el laboratorio se trasladó a Florida ella también se mudó hacia el sur, para más tarde regresar al estado de Georgia como gerente del mismo.
Tras siete años de trabajo como técnico de laboratorio y gerente, Lisey decidió dejarlo para entrar en la industria pornográfica, iniciándose como modelo erótica en la ciudad de Atlanta. Tras colgar sus fotografías en Internet, creó una cuenta en la plataforma Model Mayhem y poco más tarde recibió sus primeros castings, trasladándose a Los Ángeles, donde debutó como actriz pornográfica en enero de 2017, a los 28 años.
Como actriz ha rodado para productoras como Evil Angel, Twistys, Pure Taboo, Kink.com, Hustler, Lethal Hardcore, Devil's Film, Hard X, Lesbian X, PervCity, Le Wood Productions o Kick Ass, entre otras.
Con la productora Perv City rodó en 2017 sus primeras escenas de sexo anal, con Mike Adriano, y de doble penetración, con los actores John Strong y Bill Bradley.
Ha rodado más de 240 películas como actriz.
Algunas películas suyas son Anal Cheaters, Creeping Tom 4, Deep In That Ass 3, Gape Tryouts 2, Lesbian Anal Gapes, Menage A Tranny, Open My Ass, Step Sister Creampies, Teens Swing With Couples o We Swing Both Ways.

## Premios y nominaciones
| Año  | Ceremonia                   | Resultado | Premio                               | Trabajo  |
| ---- | --------------------------- | --------- | ------------------------------------ | -------- |
| 2017 | Spank Bank Technical Awards | Ganadora  | Most Photogenic 'Nether Region'      | —        |
| 2018 | Premios AVN                 | Nominada  | Premio fan: Debutante más caliente   | —        |
| 2018 | Spank Bank Awards           | Nominada  | Best 'O' Face                        | —        |
| 2018 | Spank Bank Awards           | Nominada  | Born To Hand Job                     | —        |
| 2018 | Spank Bank Awards           | Nominada  | Countess of Contortionism            | —        |
| 2018 | Spank Bank Awards           | Nominada  | Customs Specialist of the Year       | —        |
| 2018 | Spank Bank Awards           | Nominada  | Fucking Nerd of the Year             | —        |
| 2018 | Spank Bank Awards           | Nominada  | Masturbator of the Year              | —        |
| 2018 | Spank Bank Awards           | Nominada  | Most Awe Inspiring Gape              | —        |
| 2018 | Spank Bank Awards           | Nominada  | Most Energetic Fuck Bunny            | —        |
| 2018 | Spank Bank Awards           | Ganadora  | Most Fuckable Feet                   | —        |
| 2018 | Spank Bank Awards           | Nominada  | Two Peas in a Pod                    | —        |
| 2018 | Spank Bank Awards           | Ganadora  | Webcam / Skype Show Girl of the Year | —        |
| 2018 | Spank Bank Technical Awards | Ganadora  | Best 'Date Night' Attire             | —        |
| 2018 | Spank Bank Technical Awards | Ganadora  | World's Greatest 'Human Centrifuge'  | —        |
| 2018 | Premios XRCO                | Nominada  | Superslut                            | —        |
| 2019 | Premios AVN                 | Nominada  | Premio fan: Culo más épico           | —        |
| 2020 | Premios AVN                 | Nominada  | Mejor escena de doble penetración    | Bush 8   |
| 2020 | Premios AVN                 | Nominada  | Mejor escena de sexo anal            | Lay Over |